# Abraxas incolorata
Abraxas incolorata es una especie de polilla de la familia Geometridae, descrita por primera vez por William Warren en 1894, con distribución endémica en la isla de Java.

## Descripción
Es una polilla mediana, con una envergadura de aproximadamente 50 mm. Las alas son de un color blanquecino opaco con manchas gris pálido. Por su parte, la base de las alas anteriores es amarillenta, bordeada por una línea curva gris oscura interrumpida en el medio. La costa del ala, cerca de la base, cuenta con algunas pequeñas manchas grises irregulares y mancha discal grande, gris. La línea submarginal se ve representada por una serie regular de ocho manchas grises, las cuatro superiores juntas y dirigidas hacia afuera, las cuatro inferiores más separadas dirigidas hacia adentro. Las alas posteriores cuentan con una fila submarginal regular de manchas grises redondas y una sola en el centro de la costa y el margen interno, además de pequeñas manchas grises en el ángulo anal y a lo largo del margen posterior. La parte inferior de las alas es similar a la superior. La cabeza, tórax y abdomen son amarillos, con manchas más oscuras.